# Šuman
Šuman je priimek več znanih Slovencev:
- Janko Šuman (1867—1945), pravnik
- Josip Šuman (1836—1908), jezikoslovec, filolog, publicist